# 청나라 소조정
청나라 소조정(중국어: 遜清皇室小朝廷)은 1912년 청나라가 공식적으로 멸망하고 중화민국이 건국된 이후에도, 황족들을 우대한다는 명목으로 자금성에 거주하여 명맥만 유지하던 시기의 청나라 황실을 의미한다.

## 개요
1912년 2월 12일, 융유태후(隆裕太后)는 《청실우대조건(淸室優待條件)》을 받아들이고 《퇴위조서(退位詔書)》를 반포하여, 이로써 청나라는 종언을 맞았다. 《청실우대조건》에 이르기를, "청나라의 황제는 퇴위 후에도 존호가 변하지 않으며, 중화민국 정부는 청 황제를 외국 군주의 예로서 대우한다. 중화민국 정부는 청 황제에게 매년 400만 냥을 지급한다. 청 황제는 퇴위 후 잠시 자금성에서 거주하며, 시위인(侍衛人)은 계속 고용할 수 있다. 왕공작위는 예전과 같이 한다" 등등이라 하였다.
선통제(宣統帝)가 퇴위한 후 중국에서 황제제도는 폐지되었으나, 선통제는 원래의 황실 대신 등과 같이 황궁 내에서 거주하는 데 아무 지장이 없었다. 자금성 천안문(天安門), 태화전(太和殿), 보화전, 무영전, 문화전 등의 외조(外朝)는 중화민국 정부가 소유, 관리하고 있었으나, 내조(內朝)는 여전히 청나라 황실이 소유하고 있었다. 황궁인 자금성(紫禁城) 내에서 생활하는 동안, 선통제는 이전처럼 "상유(上諭)"를 반포했고, 선통(宣統) 연호를 음력과 같이 사용하였으며, 궁 내에는 이전처럼 내무부(内務府), 종인부(宗人府)와 신형사(愼刑司) 등의 기구를 두었다. 선통제는 옛 신하들에게 시호(諡號)를 내리기도 했으며, 청나라 시절의 옛 의관을 고치지 않았다. 청나라의 법을 범한 자는 신형사에서 처리하는 등, 자금성 안은 "나라 안의 나라"였다.
1913년 계축의 역으로 쑨원을 비롯한 국민당 인사들이 일본으로 추방되고 1914년 국회가 해산되어 정당정치가 붕괴되자, 1915년부터 만청의 왕공들과 복벽파들이 대대적인 청나라 복고운동을 벌였으나 위안스카이는 복벽금지령을 선포하며 탄압했다. 위안스카이는 홍헌제제를 선포, 직접 황제의 자리에 올랐으나 호국전쟁이 발발하자 퇴위한 뒤 얼마 안 되어 사망했다. 이 시기 국무총리 쉬스창이 복벽으로 국가질서를 안정하고 위안스카이에게 총리대신 자리를 주는 것을 제안했지만 청나라 소조정이 거부했다.
1917년, 부원지쟁 중에 장강순열사 장쉰이 국회를 해산하고 복벽을 선포했지만, 국무총리 돤치루이가 1주일 만에 진압했다. 이 때문에 쑨원은 청나라 소조정을 폐지하고 푸이를 죽여야 한다고 주장했지만, 북양군벌 대다수가 청나라 황실에 동정적이었기 때문에 묵살하였다. 하지만 1924년, 2차 직봉전쟁 중 직예군벌 북경 육군검열사 겸 3로군 총사령관 펑위샹(馮玉祥)이 장쭤린과 내통하여 북경정변을 일으켰고, 그리하여 그 동안 청나라 소조정에 우호적이었던 차오쿤 정권이 붕괴했다. 펑위샹은 부하 녹종린과 베이징의 무정부주의자들과 진보주의 정치가들을 규합하여 청나라 황실에게 자금성에서 나가라고 요구하며 <수정청실우대조례>를 체결하라 강요했다.
선통제는 이를 수락하여 자금성을 비롯한 구 청 황실의 재산을 헌납하고 생가인 순왕부로 돌아갔고, 이로써 12년 간 유지되었던 청나라 소조정이 해산되었다. 이를 핍궁사건(逼宮事件)이라 부른다. 이후 푸이는 톈진의 일본 조계지로 도주하였다. 1928년 장제스는 2차 북벌로 베이징을 점령하고 1931년에는 선통제에게 청나라 소조정을 복구해 주겠다고 제안했지만, 선통제는 이를 거절하고 만주국의 집정에 취임했다.

## 청실 우대 조건
1. 대청 황제는 물러난 이후, 「존호는 계속 유지되며, 폐지되지 아니한다.」 중화민국은 대청 황제를 '외국 군주를 대하는 예'로 우대한다.
2. 대청 황제는 물러난 이후, 세금 4백만 냥을 사용하며, 이후 신 화폐가 주조되면 사백만 원이 중화민국에 의해 지급된다.
3. 대청 황제는 물러난 이후, 자금성에 잠정적으로 계속 거주하며, 이후 이화원으로 옮긴다. 시위(侍衛)하는 사람 등은 계속 쓸 수 있다.
4. 대청 황제는 물러난 이후, 그 종묘와 능침에 대해 영구히 제사를 받들며, 중화민국은 적절히 호위하는 병사를 두어 그것을 신중히 보호한다.
5. 덕종(광서제)의 능이 아직 완성이 안 되었으므로, 제도에 맞게 수리하며 옛 예법에 맞게 한다. 그 경비는 중화민국이 지출한다.
6. 궁중에서 고용하는 집사 인원은 계속 유지되나, 이후에는 환관은 더 고용할 수 없다.
7. 대청 황제는 물러난 이후, 지금 가지고 있는 자산은 중화민국이 특별 보호한다.
8. 현재 보유한 금위군은 중화민국 육군부에 편제되며, 그 수 및 녹봉은 예전과 같이 한다.

## 청 황족 대우 조건
1. 청나라 왕공 작위는 예전과 같이 유지된다.
2. 청 황족은 중화민국 국가의 공권과 사권에 대해서는 보통 국민과 같다.
3. 청 황족의 사유 재산 일체는 보호된다.
4. 청 황족은 병역의 의무가 면제된다.

## 만, 몽, 회, 장 각족 대우 조건
1. 한족과 평등하다.
2. 그 사유재산은 보호된다.
3. 왕공 작위는 예전과 같이 유지된다.
4. 왕공 중 생계가 곤란한 자가 있다면, 법을 제정해 생계를 돕는다.
5. 팔기의 생계를 조사하고, 아직 조사 전인 자는 봉급을 예전과 같이 지급한다.
6. 종전 영업 및 거주지의 제한은 일률적으로 폐지하며, 각 주현에 자유롭게 입적할 수 있다.
7. 만, 몽, 회, 장 각민족의 원래 종교는 그 신앙의 자유를 보장한다

## 선후판법
1914년 12월, 로내선(勞乃宣)과 송육인(宋育仁)이 청 황제 복위 언급으로 인해, 작은 정치적 소동과 혼란이 빚어지자, 중화민국 북양정부는 청 황실과 선후판법 7조를 협의하였다.
1. 청 황실은 중화민국을 존중해야 하며 일체 행위가 현행법에 저촉된 자는 모든 행위를 폐지한다.
2. 청 황실은 양력으로 개행해야 한다.
3. 청제는 물품으로 한하여 하사하고 긍휼이라는 시호를 내리고 일률적으로 폐지한다.
4. 청실의 능침과 종묘는 국민 내무부가 귀속 및 주관한다.
5. 내무부는 청 황실의 사무를 총괄하는 기관으로 그 조직은 별도로 정한다.
6. 신형사를 철폐한다.
7. 청실 용원은 민국복제를 응용하되 내정의 예절을 준하며 머리를 자유롭게 깎을 수 있다.

## 수정 청실 우대 조건
대청 황제는 공화국과 그것을 구성하는 다섯 민족의 정신에 진심으로 공감을 표하고자 하며, 공화국의 여러 제도를 더 이상 위반하고 싶지 않기 때문에, 만주 황실 우대 조건을 다음과 같이 수정한다.
제1조. 금일부터 선통황제는 황제의 존호를 영구히 폐지한다. 이후에는 법률상 공화국 시민에게 부여된 모든 권리를 향유하기로 한다.
제2조. 이 조건으로 수정한 이후부터 공화국 정부는 청조 황실에 대해 보조금 50만 달러를 지급하고, 베이징의 빈민에게 일자리를 제공하기 위한 공장 설립에 200만 달러를 지출한다. 만주 기인 출신의 빈민은 고용을 우선한다.
제3조. 청조 황실은 원 '우대 조건'의 제3조에 따라 금일 자금성을 떠나야 한다. 이후 자유롭게 주거를 선택할 수 있으나, 그들을 보호할 책임은 공화국 정부가 계속 지기로 한다.
제4조. 청조 황실의 종묘나 황릉에서 거행되어 온 재례는 영구히 유지하며, 공화국은 종묘와 황릉을 적절히 보호하기 위해 경비병을 파견하기로 한다.
제5조. 청조 황실의 사유재산은 황실에 귀속되며 황실이 전적으로 향유한다. 공화국 정부는 그 재산을 특별히 보호해야 한다. 단, 모든 공공 재산은 공화국 정부에게 귀속하기로 한다.

## 역대 황제
| 어진 | 묘호                               | 시호 | 성명                                          | 연호       | 재위기간        |
| ---- | ---------------------------------- | --- | --------------------------------------------- | ---------- | --------------- |
|      | 청 공종 (淸恭宗) (청 헌종<淸憲宗>) | 배천동운법고소통수문 경부관예정목체인입효민황제 (配天同運法古紹統粹文 敬孚寬睿正穆體仁立孝愍皇帝) (손황제<遜皇帝>) (말황제<末皇帝>) | 애신각라부의 (愛新覺羅溥儀) 아이신기오로 푸이 | 선통(宣統) | 1912년 ~ 1924년 |